# زين الدين الجرجاني
زين الدين الجُرْجَاني (توفي 531 هـ / 1137 م) هو طبيب، من أهل جرجان. المعروف بسيد إسماعيل. أصله من جرجان أقام في خوارزم. قال عنه البيهقي: «أحيا الطب وسائر العلوم بتصانيفه اللطيفة». لقب ب «أبقراط الثاني» له عدة مؤلفات باللغتين العربية والفارسية من بينها  كتاب “زبدة الطب”، وكتاب “الظاهرة الخوارزم شاهية”.

## سيرته
زين الدين أبو الفضل إسماعيل بن حسين الجرجاني الخوزارزمي  ولد بمدينة جرجان عام 1042م. انتقل إلى مدينة خوارزم  بدعوة من حاكمها وشغل أثناء حياته منصب الطبيب الأعظم في قصر خوارزم في عهد قطب الدين محمد (1097-1128)، ثم علاء الدين أتسز (1128-1156). كما وصب العالم الجرجاني جل اهتمامه للتعمق في دراسة أعمال علماء الطب اليوناني القدماء، وخاصة الأطباء الذين سبقوه أمثال: جالينوس، وابقراط، وأبو بكر الرازي، وابن سينا.
وأشار المؤرخ الشهير في القرن الثاني عشر الميلادي ظهير الدين أبو الحسن بيهاقي في كتابه “تتمة صوان الحكمة” إلى الجرجاني بقوله: “شاهدت هذا الإنسان وهو في سن متقدمة، عام 531 ه (1136م) بمدينة سراخس. وقد أحيت مؤلفاته الفريدة الطب وغيره من العلوم”. انتقل عن خوارزم إلى مرو آخر عمره وبها توفي سنة 531هـ.

## وفاته
انتقل عن خوارزم إلى مرو في آخر عمره وبها توفي سنة 531 هـ أو 535 هـ.
(1137 م).

## آثاره
قام بتأليف مؤلفات حصلت على شهرة وانتشار كبيرين في العالمين الشرقي والغربي. ومن بين تلك المؤلفات:
- «الطب الملوكي».
- «الرد على الفلاسفة».
- «تدبير يوم وليلة».
- «زبدة الطب» في مجلد.
- «ذخيرة خوارزمشاهي» بالفارسية ومختصره «الأغراض».
- الظاهرة الخوارزم شاهية
- أغراض الطب[4]
- في الأورام والبثور
- رسالة في أمراض العين
- التذكرة الأشرفية في الصناعة الطبية[4]